# Live at Independent Records
Live at Independent Records je debutové koncertní album americké indie rockové skupiny Imagine Dragons, které bylo vydáno 20. dubna 2013 přes Interscope Records. Album, které produkoval Alex Da Kid, bylo nahráno v Independent Records v Denveru v Coloradu během vystoupení dne 31. srpna 2012, které propagovalo jejich tehdy nově vydané album Night Visions. Album se skládá z akustických verzí prvních tří singlů od Imagine Dragons a bylo vydáno na Mezinárodní den nahrávek (Record Store Day).

## Seznam skladeb
Všechny písně napsali a složili Ben McKee, Dan Platzman, Dan Reynolds a Wayne Sermon. Jedinou výjimkou je píseň Radioactive, kterou spolu s nimi složili Alexander Grant a Josh Mosser.
| Pořadí         | Název          | Délka |
| -------------- | -------------- | ----- |
| 1.             | Introduction   | 3:20  |
| 2.             | It's Time      | 6:35  |
| 3.             | Radioactive    | 8:20  |
| 4.             | Hear Me        | 8:43  |
| Celková délka: | Celková délka: | 27:08 |

## Hudebníci
Imagine Dragons
- Dan Reynolds – zpěv, rytmická kytara
- Wayne Sermon – kytara, doprovodné vokály
- Ben McKee – basová kytara, doprovodné vokály
- Daniel Platzman – rytmická kytara, doprovodné vokály, viola

## Datum vydání
| Oblast                 | Datum          | Formát | Vydavatelství                    |
| ---------------------- | -------------- | ------ | -------------------------------- |
| Spojené státy americké | 20. dubna 2013 | CD     | Interscope Records, KIDinaKORNER |